# You're Mine (Eternal)
"You're Mine (Eternal)" é uma canção gravada pela cantora e compositora norte-americana Mariah Carey. O seu lançamento oficial, como o terceiro single do décimo quarto álbum de estúdio da artista Me. I Am Mariah... The Elusive Chanteuse, ocorreu no dia 12 de fevereiro de 2014 através de download digital via a iTunes Store. Contudo, só foi enviada às principais estações de rádio contemporary hit radio, rhythmic contemporary e urban adult contemporary seis dias depois pela distribuidora fonográfica Island Records. A música foi composta por Carey e Rodney Jerkins, tendo ambos igualmente ficado a cargo da produção e arranjos. A obra foi anunciada nos últimos dias de 2013, como uma maneira de antecipar e promover o álbum, cujo lançamento havia sido adiado devido a uma fratura no braço da artista.
Uma segunda versão da música foi também lançada na mesma data, com a participação do cantor norte-americano Trey Songz. "You're Mine (Eternal)" foi bastante aclamada pela crítica especialista em música contemporânea, tendo vários analistas feito comparações com a música "We Belong Together" (2005).

## Antecedentes e contexto
O primeiro indício de que Carey havia iniciado a produção do seu décimo quarto álbum de estúdio surgiu em fevereiro de 2011, quando ela afirmou: "Eu começo a escrever para o meu novo álbum nesta semana — mas é apenas o início..." Em maio de 2011, Nick Cannon, o marido da artista, revelou durante uma entrevista à revista Billboard que Carey já havia completado um grande punhado de gravações para um novo álbum, poucos meses antes durante a sua gravidez: "Ela está a planear lançar um [novo single] neste ano. Ela tem trabalhado distante, e nós temos um estúdio em casa, e [a gravidez] inspirou-a totalmente em vários níveis diferentes." Adicionalmente, Cannon confirmou que a esposa tinha sido inspirada pelo seu álbum de estreia homónimo (1990) e o seu subsequente, Emotions (1991).
O primeiro single lançado do novo álbum foi "Triumphant (Get 'Em)" em agosto de 2012, cerca de seis meses após o nascimento dos gémeos de Carey. Contudo, devido a recepção negativa pela crítica contemporânea e também por causa do fraco desempenho comercial nos mercados musicais, a canção acabou por ser cancelada como o primeiro single do novo álbum de Carey. Em maio de 2013, como uma nova tentativa de atingir um sucesso comercial posterior ao lançamento do álbum, "#Beautiful", com participação de Miguel, foi lançada como o primeiro single em maio de 2013. Esta música foi melhor recebida pela crítica e sucedeu-se muito melhor nas tabelas, recebendo o certificado de disco de platina nos Estados Unidos e na Austrália.

## Lançamento eremixes

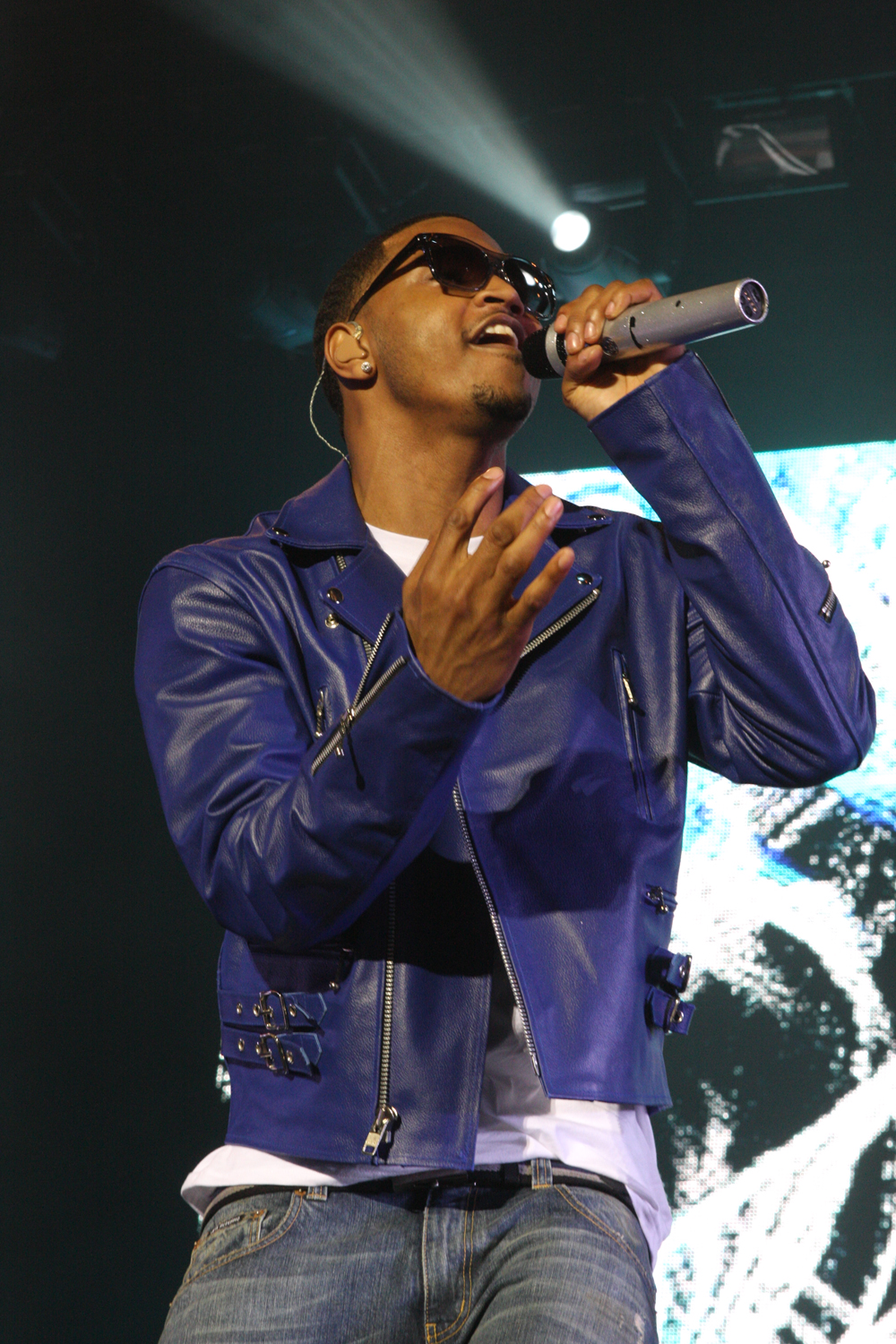
Carey elogiou a participação do cantor Trey Songz no remix de "You're Mine (Eternal)", tendo revelado ser uma grande admiradora do trabalho dele.

Carey tinha anunciado uma faixa como o novo single do seu disco, intitulada "The Art Of Letting Go" (2013), que até então era também o nome do seu décimo quarto álbum de estúdio. Mais tarde, ela havia revelado que a canção era apenas uma demonstração do material existente no seu álbum, e que esta era super especial e pessoal. Seguidamente, em uma apresentação no evento New Year’s Eve with Carson Daly, ela revelou que seu novo single seria lançado no Dia dos Namorados e que o álbum viria logo depois. A cantora enviou um vídeo para sua conta pessoal no YouTube como uma retrospectiva de sua carreira, assim como o título e o dia do lançamento oficial da canção na iTunes Store. A capa do single foi divulgada a 10 de fevereiro, dois antes do lançamento oficial. A música foi disponibilizada para compra digital nas lojas virtuais iTunes e Amazon.com, através das distribuidoras fonográficas Universal Music Group e Mercury Records.
O remix oficial com o cantor Trey Songz foi disponibilizado junto com a versão original. Carey revelou em uma entrevista para a MTV News que admirava o cantor: "Eu amo o que ele fez na música, porque eu sinto que ele nos deu um monte de momentos diferentes... A maioria das pessoas não sabe cantar rap, e temos uma canção que é atual mas também clássica". Em 14 de fevereiro, Carey enviou áudios de três remixes para a sua conta oficial no YouTube: o Jump Smokers Radio Remix, o Jump Smokers Remix Extended, e o Jermaine Dupri X Kurd Maverick Germany To Southside Remix. Nos Estados Unidos, antes de "You're Mine (Eternal)" ter sido lançada, a interprete divulgou a música em diversas estações de rádio norte-americanas, para que um apoio maior inicialmente fosse dado à música. As estações contemporary hit radio, rhythmic contemporary e urban adult contemporary incluíram oficialmente a canção na suas programações no dia 18 de fevereiro.

## Estrutura musical e letras
"You're Mine (Eternal)" é uma canção composta e produzida por Mariah Carey em colaboração com Rodney Jerkins. A música deriva dos gêneros musicais pop e R&B, sendo que a sua instrumentação consiste no uso da bateria, do piano e da guitarra. Liricamente, a faixa nada mais é do que uma declaração ao seu amor verdadeiro, à medida que ela canta trechos como: "Eu não consigo viver sem seu amor / Estou aqui sufocada e sozinha, ansiando pelo seu toque / E não consigo desistir de você, você é meu." Em uma entrevista ao Access Hollywood, Carey revelou que a música não é típica como outras de suas canções de amor. De acordo com a partitura publicada pela Universal Music Publishing Group na página da Musicnotes, Inc, a canção possui um metrônomo de setenta e cinco batidas por minuto e foi composta na chave de ré maior. O alcance vocal da cantora varia desde a nota mais baixa de mi na terceira oitava até à mais alta fá sustenido maior na quinta oitava.

## Crítica profissional
As críticas após o lançamento da faixa foram geralmente positivas. Christina Garibaldi da MTV News comentou que os vocais de Carey estão "impressionantes" e que a canção lembrou "We Belong Together". Ela ainda disse: "Mimi mostra sua gama impressionante durante toda a canção, e que as notas no final da canção a deixa devota aos seus fãs". Jason Lipshutz da Billboard disse que Carey canta a música com seus vocais persistentes e celestiais em cada sílaba... Ela poderia transforma-la em um R&B mais sonolento, mas felizmente Carey começa a operar a produção tempestuoso e batidas que permeiam antes dela soltar suas inevitáveis notas nos minutos finais. Se ela faz isso ao vivo, é melhor você não ter qualquer vidro em área próxima. Jamieson Cox da Revista Time também escreveu que a música trata-se de "uma balada fofinha que parece descender de We Belong Together: melodia no piano, uma prestação vocal irrepreensível e uma batida forte.. Perez Hilton escreveu em seu website que a música aquece os corações e que já tinha ouvido-a durante a apresentação da contara no BET Honors, e que a versão de estúdio é anda melhor. Uma canção perfeita para os apaixonados. Jeff Benjamin do Fuse escreveu que o single se encontra entre o som R&B e pop que só Mariah sabe fazer, como já aconteceu em sucessos como Touch My Body ou Always Be My Baby. Escutem com atenção o apito impressionante no final da canção. Ele é a lembrança que ninguém consegue ultrapassar a supremacia de Mariah Carey quando se trata de notas agudas".

## Alinhamento de faixas
| Download digital |                         |         |  |
| N.º              | Título                  | Duração |  |
| 1.               | "You're Mine (Eternal)" | 3:42    |  |

| Urban Remix |                                                          |         |  |
| N.º         | Título                                                   | Duração |  |
| 1.          | "You're Mine (Eternal)" (com participação de Trey Songz) | 3:42    |  |

| Dance Remix    |                                                                                          |         |  |
| N.º            | Título                                                                                   | Duração |  |
| 1.             | "You're Mine (Eternal)" (Jermaine Dupri × Kurd Maverick Germany To Southside Remix)      | 5:25    |  |
| 2.             | "You're Mine (Eternal)" (Jermaine Dupri × Kurd Maverick Germany To Southside Remix Edit) | 3:27    |  |
| 3.             | "You're Mine (Eternal)" (Jump Smokers Extended Remix)                                    | 4:07    |  |
| 4.             | "You're Mine (Eternal)" (Jump Smokers Radio Edit)                                        | 3:39    |  |
| Duração total: | Duração total:                                                                           | 19:58   |  |

## Desempenho nas tabelas musicais
"You're Mine (Eternal)" fez a sua primeira aparição comercial no Reino Unido a 16 de fevereiro de 2014, quatro dias antes do seu lançamento. Estreou no número 87 da UK Singles Chart e no número 16 na UK R&B Chart. Nos Estados Unidos, estreou no posto 88 da Billboard Hot 100 na sua primeira semana de comercialização, registando 32 mil downloads, o que equivale a 62% dos seus pontos na tabela. Na tabela Hot R&B/Hip-Hop Songs, entrou na posição 24, enquanto estreou na Hot R&B/Hip-Hop Digital Songs na colocação 12. Também entrou na Hot R&B Songs no número 14.Além disso o single alcançou a 1ª posição na tabela da billiboard Hot Dance Club Song.
| Paradas (2014)                                | Melhor posição |
| --------------------------------------------- | -------------- |
| Brasil - Billboard Brasil Hot 100 Airplay     | 63             |
| Coreia do Sul (International Chart) (GAON)    | 32             |
| Espanha (PROMUSICAE)                          | 21             |
| Estados Unidos (Billboard Hot 100)            | 88             |
| Estados Unidos (Billboard Adult Contemporary) | 26             |
| Estados Unidos (Billboard Dance Club Songs)   | 1              |
| Estados Unidos (Billboard R&B/Hip-Hop Songs)  | 24             |
| Estados Unidos (Billboard Mainstream Top 40)  | 36             |
| Estados Unidos (Billboard Rhythmic)           | 35             |
| França (SNEP)                                 | 96             |
| Hungria (Single Top 40)                       | 14             |
| Reino Unido (Official Charts Company)         | 87             |
| Reino Unido (UK R&B Chart)                    | 16             |

## Histórico de lançamento

### Entrada nas rádios
| Região         | Versão   | Data                    | Estação de rádio                                                        | Distribuidora fonográfica |
| -------------- | -------- | ----------------------- | ----------------------------------------------------------------------- | ------------------------- |
| Estados Unidos | Original | 18 de fevereiro de 2014 | Contemporary hit radio, rhythmic contemporary, urban adult contemporary | The Island Def Jam Music  |

### Lançamento para vendas
| Região         | Versão                | Data                    | Formato          | Distribuidora fonográfica |
| -------------- | --------------------- | ----------------------- | ---------------- | ------------------------- |
| Irlanda        | Original; Urban Remix | 12 de fevereiro de 2014 | Download digital | Universal Music           |
| Itália         | Original; Urban Remix | 12 de fevereiro de 2014 | Download digital | Universal Music           |
| Reino Unido    | Original; Urban Remix | 12 de fevereiro de 2014 | Download digital | Mercury                   |
| Canadá         | Original; Urban Remix | 13 de fevereiro de 2014 | Download digital | Universal Music           |
| Estados Unidos | Original; Urban Remix | 13 de fevereiro de 2014 | Download digital | The Island Def Jam Music  |
| Mundo          | Dance Remix           | 14 de fevereiro de 2014 | Streaming        | The Island Def Jam Music  |